# Otpor
Otpor (pol. Opór) – serbski ruch polityczny, działający w latach 1998–2004. Początkowo był to ruch młodzieżowy przeciwko polityce Socjalistycznej Partii Serbii i rządom prezydenckim Slobodana Miloševicia. Organizacja ta miała duży wpływ na przebieg tzw. rewolucji buldożerów, która przyczyniła się do odsunięcia Miloševicia od władzy i demokratyzacji państwa.
Żądania Otporu sformułowano w postaci trzech prostych haseł: odsunięcie Miloševicia od władzy, przeprowadzenie wolnych wyborów i demokratyzację kraju.

## Działalność Otporu podczas rządów Miloševicia

### Początki
Otpor powstał w 1998 roku w wyniku połączenia niewielkich grup studenckich opowiadających się przeciwko rządom Socjalistycznej Partii Serbii (SPS). Początkowo Otpor działał jako niezależny ruch młodzieżowy, nie wchodzący w formalne sojusze z serbskimi partiami politycznymi. Krótko po założeniu organizacji działacze Otporu skontaktowali się z przedstawicielami instytucji międzynarodowych, zainteresowanych demokratyzacją Serbii. Ze względu na możliwość pojawienia się oskarżeń o bycie finansowanym przez świat zachodni, Otpor zdecydował się na dyskretną formę współpracy. Amerykańskie i zachodnioeuropejskie instytucje zapewniały środki finansowe na zakup komputer i opłacanie kserokopiarek, telefonów i połączeń internetowych. Otpor współpracował również z członkami słowackiej grupy młodzieżowej OK-98.
Formalnie Otpor nie miał własnego centrum dowodzenia oraz przywódcy. Struktura organizacji opierała się na lokalnych filiach, mających dużą niezależność. Pojawienie się wielu lokalnych liderów miało uniemożliwić władzy aresztowanie wszystkich przywódców. Ponadto lokalni działacze byli skuteczniejsi w zachęcanie w mobilizacji ludności mieszkającej na prowincji, która była bardziej niezadowolona z sytuacji społeczno-gospodarczej i skłonniejsza do radykalizmu. Rząd Serbii, nie doceniających potencjału mobilizacyjnego serbskich wsi i miasteczek, zajmowała się przede wszystkim kontrolą Belgradu.
Aby opanować strach przed pobiciami ze strony policji, Otpor zalecił, aby w pierwszym rządzie znajdowały się osoby z transparentami i flagami, zasłaniające maszerującym policję. Zabierano również własne bębny, dzięki czemu uczestnicy marszów szli zgodnie z rytmem i nie słyszeli przeciwnika. Każde aresztowanie członków ruchu powodowało, że przed więzieniami i posterunkami policji pojawiali się protestujący działacze Otporu. Jednocześnie lokalne biura organizowały pomoc prawną dla aresztowanych.

### Wpływ poglądów Gene’a Sharpa na działalność Otporu
Republican Institute w Waszyngtonie polecił organizacji książkę na temat walki bez przemocy Gene’a Sharpa pt. Od dyktatury do demokracji oraz zorganizował weekendowe seminarium z udziałem emerytowanego oficera armii Stanów Zjednoczonych i ucznia Sharpa Roberta Halveya. Halvey polecił Serbom, że akceptując zasady walki bez przemocy powinni przygotować działania w terminach wojny oraz podkreślił, że ruch nie zdoła osiągnąć swoich celów, jeśli będzie działać defensywnie. Część zasad walki bez przemocy, przedstawionych przez Sharpa, liderzy Otporu stosowali wcześniej, nie będąc świadomymi istnienia jego koncepcji.

### Happeningi
Akcje Otporu charakteryzowały się kreatywnością. W dni urodzin Slobodana Miloševicia (20 sierpnia) na ulicy Belgradu pokrojono atrapę dużego tortu, którego kawałki symbolizowały regiony Serbii, oddzielane od całości i zjadane przez Miloševicia. Podczas innej akcji zaczepiano przechodniów do obejrzenia zaćmienia Księżyca. W lunecie można było obejrzeć wizerunek Miloševicia, ilustrujący „zaćmienie” we własnym umyśle. Happeningi miały przynieść organizacji rozgłos. 13 stycznia 2000 roku Otpor zorganizował koncert noworoczny (według kalendarza juliańskiego). Do północy na scenie grały zaproszone przez ruch zespoły rockowe, a po północy na telebimach wyświetlono zdjęcia i nazwiska Serbów, którzy zginęli podczas wojen w Jugosławii. Po spadku popularności marszów protestacyjnych i zwiększeniu aktywności policji Otpor zmienił metodę protestu. Członkowie ruchu pozostawali w domach i hałasowali na balkonach (poprzez uderzanie w garnki i inne naczynia) w czasie wieczornych wiadomości telewizyjnych.

### Przekształcenie się w ruch narodowy
W lutym 2000 roku Otpor zorganizował pierwszy kongres organizacji, równoległy do kongresu SPS, poświęconej reelekcji prezydenta Miloševicia. Otpor zaprosił na kongres przedstawicieli głównych partii opozycyjnych i dziennikarzy. Podczas kongresu ogłoszono, że ruch działa w ponad 70 serbskich miejscowościach, przez co przeobraził się w ruch narodowy. Przywódca Otporu, Ivan Marović, po latach przyznał, że wówczas był to wyłącznie ruch studencki, jednak kongres sprawił, że Serbowie dołączyli do organizacji, przeobrażając tym sam ruch młodzieżowy w narodowy.
Otpor stworzył specyficzny wizerunek aktywisty, wzbudzający kontrowersje wśród środowisk opozycyjnych i zachodnich organizacji wspierających ten ruch. Logo zaciśniętej pięści i czarne stroje aktywistów były intencjonalnie złowrogie. Wizerunek ten był jednak atrakcyjny dla młodzieży. Działacze Otporu połączyli nonkonformistyczną postawę z hasłami patriotycznymi i wolnościowymi.
Rząd i media prorządowe przedstawiały Otpor jako organizację faszystowską i terrorystyczną, nawiązującą do tradycji Czerwonych Brygad. Wydział Bezpieczeństwa Publicznego Ministerstwa Spraw Wewnętrznych wydał dokument pt. Informacija o protivzakonitim delatnostima fašističko-terorističke organizacije „Otpor” (pol. Informacja o bezprawnej działalności faszystowsko-terrorystycznej organizacji „Otpor”). Ministerstwo Spraw Wewnętrznych zasugerowało, że Otpor jest opłacany przez NATO i ma za zadanie kontynuować jej politykę po zakończeniu operacji Allied Force.
Sukces Otporu pobudził do działania inne serbskie środowiska opozycyjne. Choć Otpor pragnął zjednoczenia całej opozycji w walce z SPS, liderzy partii opozycyjnych byli nieufni i zazdrośni o popularność organizacji młodzieżowej.

## Otpor podczas wyborów prezydenckich w 2000 roku
27 lipca 2000 roku Slobodan Milošević ogłosił zorganizowane przedterminowych wyborów prezydenckich. Partie opozycyjne zdecydowały się na współpracę. Utworzyły wspólną koalicję pod nazwą Demokratyczna Opozycja Serbii (DOS) i wystawiły wspólnego kandydata prezydenta, prawnika Vojislava Koštunicę. Koštunica głosił hasła nacjonalistyczne i antyamerykańskie, co utrudniło nazywanie go „zdrajcą” przez Miloševicia. W swoim programie Koštunica pragnął przekształcić Serbię w „prawdziwy dom” dla wszystkich obywateli, w tym mniejszości narodowych. Otpor poparł wspólnego kandydata opozycji i przygotował dla Koštunicy hasło Gotov Je! (On [Milošević] jest skończony!).
Pierwsza tura wyborów odbyła się 24 września 2000 roku. Opozycja zorganizowała około 30 tys. działaczy kontrolujących przebieg wyborów. Po północy Koštunica ogłosił swoje zwycięstwo w pierwszej turze wyborów. Kilka dni później rządowa komisja wyborcza ogłosiła, że żaden kandydat nie uzyskał 50% głosów, przez co konieczne było zorganizowanie drugiej tury wyborów. Decyzja ta wywołała kryzys polityczny. Otpor, Koštunica i DOS wezwały Serbów do strajku generalnego. Podczas kryzysu politycznego Otpor zachował dyscyplinę niestosowania przemocy. Zdaniem ruchu, ofiarami Miloševicia była również policja.
Decydującym momentem kryzysu miał miejsce 5 października 2000 roku. Tego dnia do Belgradu jechały z całej Serbii konwoje samochodów osobowych, ciężarówek i autobusem wypełnionych przeciwnikami urzędującego prezydenta. Do Belgradu docierały również buldożery, które miały przełamać blokady i barykady policji. Do protestujących dołączyli również mieszkańcy stolicy. Wszyscy protestujący kierowali się w celu budynku Parlamentu, w celu jego przejęcia. Przy bierności policji przeciwnicy Miloševicia opanowali Parlament. Następnego dnia Milošević uznał zwycięstwo Koštunicy.

## Dalsza działalność
Odsunięcie Miloševicia od władzy spopularyzowało Otpor na świecie. Srđa Popović, jeden z czołowych przedstawicieli ruchu, uzyskał mandat poselski po wyborach parlamentarnych z 23 grudnia 2000 roku. W 2004 roku Popović po odejściu z polityki założył The Center for Applied Nonviolent Action and Strateqies (CANVAS), zajmujący się organizacją warsztatów szkoleniowych dla nowo powstałych ruchów rewolucyjnych na świecie.
Po rewolucji z października 2000 roku Otpor pełnił rolę stróża pilnującego proces demokratyzacji Serbii. Na przełomie marca i kwietnia ruch zaangażował się w kampanię On jest winny, mającej na celu aresztowanie i przekazanie Międzynarodowemu Trybunałowi Karnemu Miloševicia.
Sukces Otporu przyczynił się do pojawienia innych grup młodzieżowych, działających głównie na obszarze byłego ZSRR. Otpor doradzał m.in. gruzińskiej Kmarze i ukraińskiej Porze. Podczas arabskiej wiosny niektórzy członkowie Otporu pomagali członkom egipskiej młodzieżowej organizacji Ruch 6 kwietnia, powstałej podczas rewolucji w 2011 roku. Otporem inspirował się również kirgiski ruch Kel Kel, aktywny podczas tulipanowej rewolucji. Kmara i Ruch 6 kwietnia zapożyczyły symbol zaciśniętej pięści do swoich logotypów.
Organizacja działała do 2004 roku.

## Otpor w kulturze
- W 2002 roku premierę miał film dokumentalny Bringing Down a Dictator, przedstawiający działalność Otporu[23].